# Antonivka, Kroleveț
Antonivka (în ucraineană Антонівка) este un sat în comuna Lîtvînovîci din raionul Kroleveț, regiunea Sumî, Ucraina.

## Demografie
Componența lingvistică a localității Antonivka
     Ucraineană (87,5%)
     Rusă (12,5%)
Conform recensământului din 2001, majoritatea populației localității Antonivka era vorbitoare de ucraineană (87,5%), existând în minoritate și vorbitori de rusă (12,5%).